# Loredana Cannata

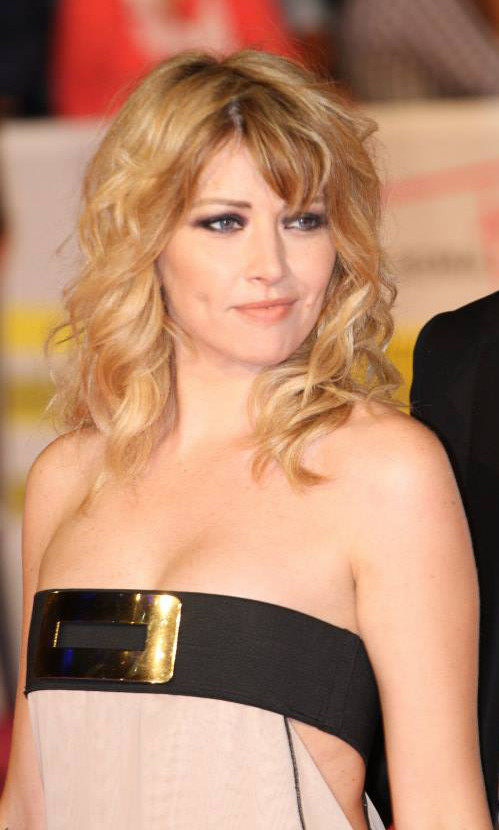
Loredana Cannata beim Roma FictionFest 2013

Loredana Cannata (* 14. Juli 1975 in Ragusa, Sizilien) ist eine italienische Schauspielerin.

## Leben
Loredana Cannata wuchs in Ragusa auf, wo sie eine Schauspielausbildung machte. Ihre erste Rolle spielte sie in Pirandellos Theaterstück Liolà. Es folgten weitere Rollen in Die Troerinnen von Euripides und im Reigen von Arthur Schnitzler.
Ihren ersten Auftritt als Filmschauspielerin hatte sie 1999 bei La donna lupo des Regisseurs Aurelio Grimaldi. Im Lauf ihrer Karriere verkörperte Cannata zahlreiche Rollen sowohl in Film- als auch in Theaterproduktionen.
Cannata setzt sich für Veganismus und Tierrechte ein. Sie ist Vorsitzende von Sesto Sole, einer Organisation, derer Ziel es ist, Chiapas in Mexiko zu fördern.

## Filmografie (Auswahl)

### Film
- 1999: La donna lupo
- 1999: Sotto gli occhi di tutti
- 2000: Maestrale
- 2001: Ustica. Una spina nel cuore
- 2001: Gabriel, regia di Maurizio Angeloni
- 2002: Sotto gli occhi di tutti
- 2002: Senso ’45
- 2002: Un mondo d’amore
- 2008: Albakiara
- 2012: Magnifica presenza
- 2015: Ewige Jugend (Youth)
- 2018: Das Geheimnis von Neapel (Napoli velata)

### Fernsehen
- 1999: La voce del sangue, Regie: Alessandro Di Robiland – Fernsehproduktion
- 2000: Giochi pericolosi, Regie: Alfredo Angeli – Fernsehproduktion
- 2000: La casa delle beffe, Regie: Pier Francesco Pingitore – TV Miniseries
- 2000: Villa Ada, Regie: Pier Francesco Pingitore – Fernsehproduktion
- 2002: Il bello delle donne 2, Regie: Gianni Dalla Porta, Luigi Parisi, Maurizio Ponzi e Giovanni Soldati – TV Miniseries
- 2002: La squadra 3, TV Miniseries
- 2003: Un caso di coscienza, Regie: Luigi Perelli – Miniserie TV
- 2003: Il bello delle donne 3, Regie: Maurizio Ponzi e Luigi Parisi – Serie TV
- 2004: Madame, Regie: Salvatore Samperi – Fernsehproduktion
- 2005: La caccia, Regie: Massimo Spano – TV Miniseries
- 2005: Un caso di coscienza 2, Regie: Luigi Perelli – TV Miniseries
- 2007: Finalmente Natale, Regie: Rossella Izzo – Fernsehproduktion
- 2007: Exodus – Il sogno di Ada, Regie: Gianluigi Calderone – TV Miniseries
- 2008: Finalmente a casa, Regie: Gianfranco Lazotti – TV Miniseries
- 2008: Provaci ancora prof, Regie: Rossella Izzo – TV Miniseries
- 2008: Un caso di coscienza 3, Regie: Luigi Perelli – TV Miniseries
- 2009: Un caso di coscienza 4, Regie: Luigi Perelli – TV Miniseries
- 2011: Viso d’angelo, Regie: Eros Puglielli – TV Miniseries
- 2013: Un caso di coscienza 5, Regie: Luigi Perelli – TV Miniseries

### Dokumentare
- 2003: Insurgentes
- 2004: Monógamo sucesivo
- 2008: L’alba del Sesto Sole
- 2010: Calvino Cosmorama

## Theater
- 1993–1994: Liolà
- 1996: Le Troiane
- 1996: All’ uscita
- 1997: Il Girotondo
- 1999: Orgasmica Soirée
- 2001: Benzina
- 2010–2011: Per il resto tutto bene
- 2011–2012: Una donna di Ragusa – Maria Occhipinti
- 2012: (Odio) gli indifferenti 02/06/05